# Serotonergik
Serotonergik ili serotoninergik je ligand koji je „srodan sa neurotransmiterom serotoninom“. Sinapsa je serotonergička ako koristi serotonin kao neurotransmiter. Supstanca je serotonergik, ako proizvodi efekte putem interakcija sa serotoninskim sistemom.
Serotonergik, ili serotonergički agens, svako hemijsko jedinjenje koje funkcioniše na način kojim se poboljšavaju efekti posredovani serotoninom u centralnom nervnom sistemu, i oni obuhvataju sledeće klase jedinjenja:
- Serotoninski prekurzori (kao što su triptofan i )
- Kofaktori koji su neohodni za proizvodnju serotonina u telu
- Serotonergički enzimi
- Selektivni inhibitori preuzimanja serotonina - Poznata je klasa serotonergičkih antidepresiva
- Noradrenergički i specifični serotonergički antidepresivi - Još jedna klasa serotonergičkih antidepresiva
- Serotonergički psihodelici - Serotonergičke psihodelične droge